# Station Leopoldynów
Station Leopoldynów is een voormalig spoorwegstation bij de Poolse plaats Radzymin.